# Stictogryllacris pygmaea
Stictogryllacris pygmaea är en insektsart som först beskrevs av Kirby, W.F. 1906.  Stictogryllacris pygmaea ingår i släktet Stictogryllacris och familjen Gryllacrididae. Inga underarter finns listade i Catalogue of Life.